# Lars Olsson Smith
Lars Olsson Smith (Kiaby, 12 de octubre de 1836-Karlskrona, 9 de diciembre de 1913), conocido también como L. O. Smith, fue un político e industrial sueco. Fue llamado “el Rey del Brandy” debido a su dominio de la producción de bebidas espirituosas en Estocolmo a finales del siglo XIX. Smith fue el creador del Absolut Rent Brännvin, que más tarde pasó a llamarse Absolut Vodka.

## Biografía
A los 8 años, Lars Olsson consiguió un puesto en un almacén general de Karlshamn tras la quiebra de su padre, y fue tan bien tratado por su padre adoptivo, el cónsul Carl Smith, que adoptó el nombre de Smith. Desde 1850 trabajó en Estocolmo, primero en una tienda de especias y luego como empleado de un barco. En 1858 fundó una agencia para toda una serie de destilerías en Escania y Blekinge, así como unas instalaciones, entonces modernas, en Reimersholme. Los alambiques que Smith instaló allí lo hicieron rico, produciendo bebidas espirituosas con un contenido de hinojo inusualmente bajo. La más famosa fue la “diez veces purificada”, lo que le permitió superar a las destilerías municipales. Esto llevó a las autoridades de la ciudad de Estocolmo a intentar detenerlo. Sin embargo, Smith ubicó la destilería en Reimersholme, en el condado de Brännkyrka, en las afueras de los límites de la ciudad de Estocolmo en ese momento. Vendía el licor en Fjäderholmarna, en el municipio de Lidingö, donde tenía barcos que circulaban en lanzadera para abastecer de brandy puro a los habitantes de Estocolmo. Smith se hizo rico y poderoso, y popularmente fue llamado “el Rey Brandy”.
El negocio pronto se amplió con una gran destilería en Reimersholme, desde donde el comercio de bebidas espirituosas se realizaba hasta tal punto que el público debía tomar ciertas medidas de control. Dado que Reimersholme se encontraba en ese momento fuera de los límites de la ciudad de Estocolmo, lo cual fue intencionado por parte de Smith, las ordenanzas municipales normales no podían usarse contra la empresa.
Smith tuvo muchas disputas con el sastre socialista August Palm, que incluso pudieron expresarse tangiblemente entre los hombres de ambos organizadores.